# Lepraheim Memel

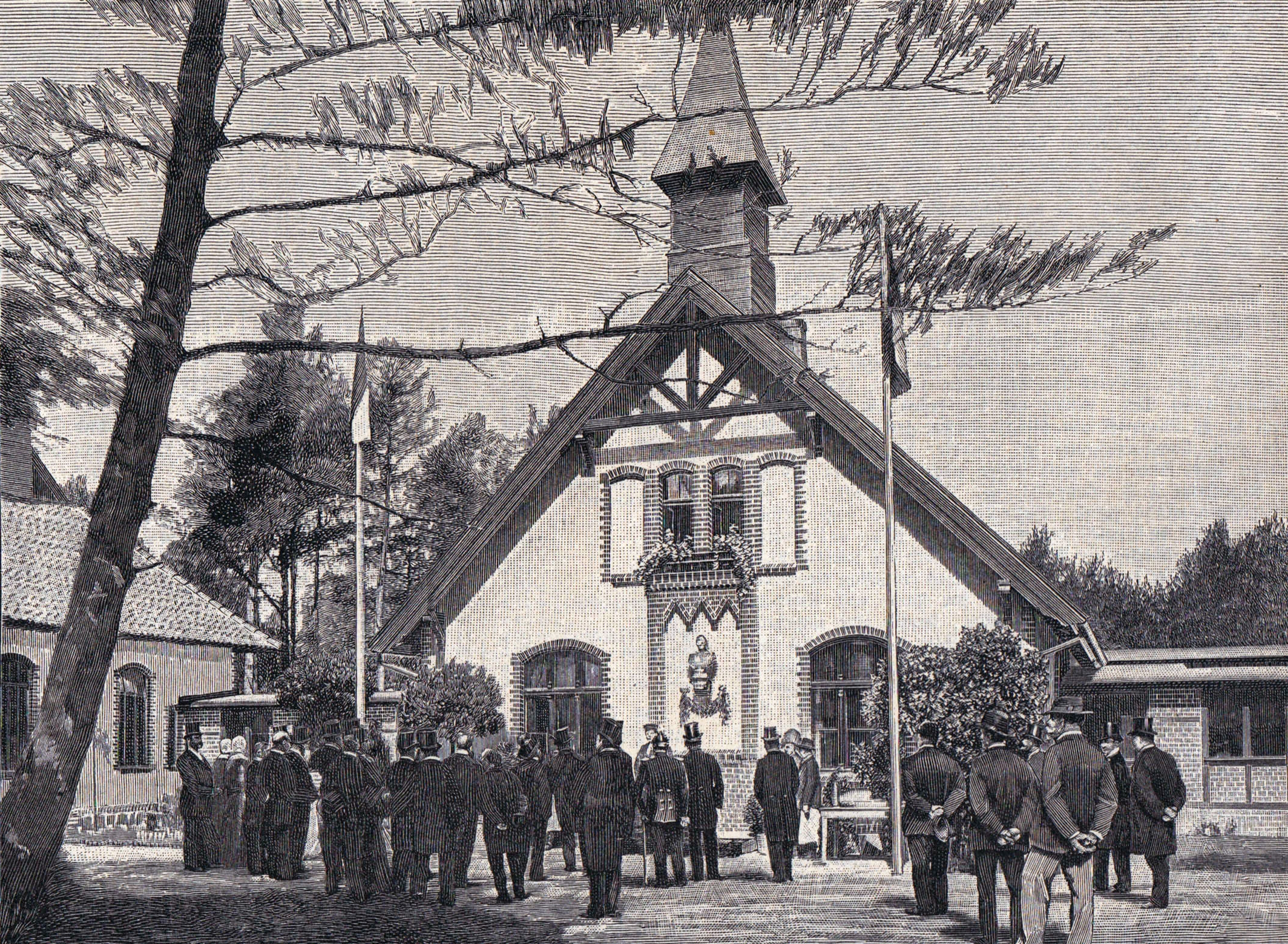
Einweihung des Lepraheims

Das Lepraheim Memel war ein Leprosenhaus in  Ostpreußen. Im 20. Jahrhundert war es das einzige in Europa.

## Geschichte

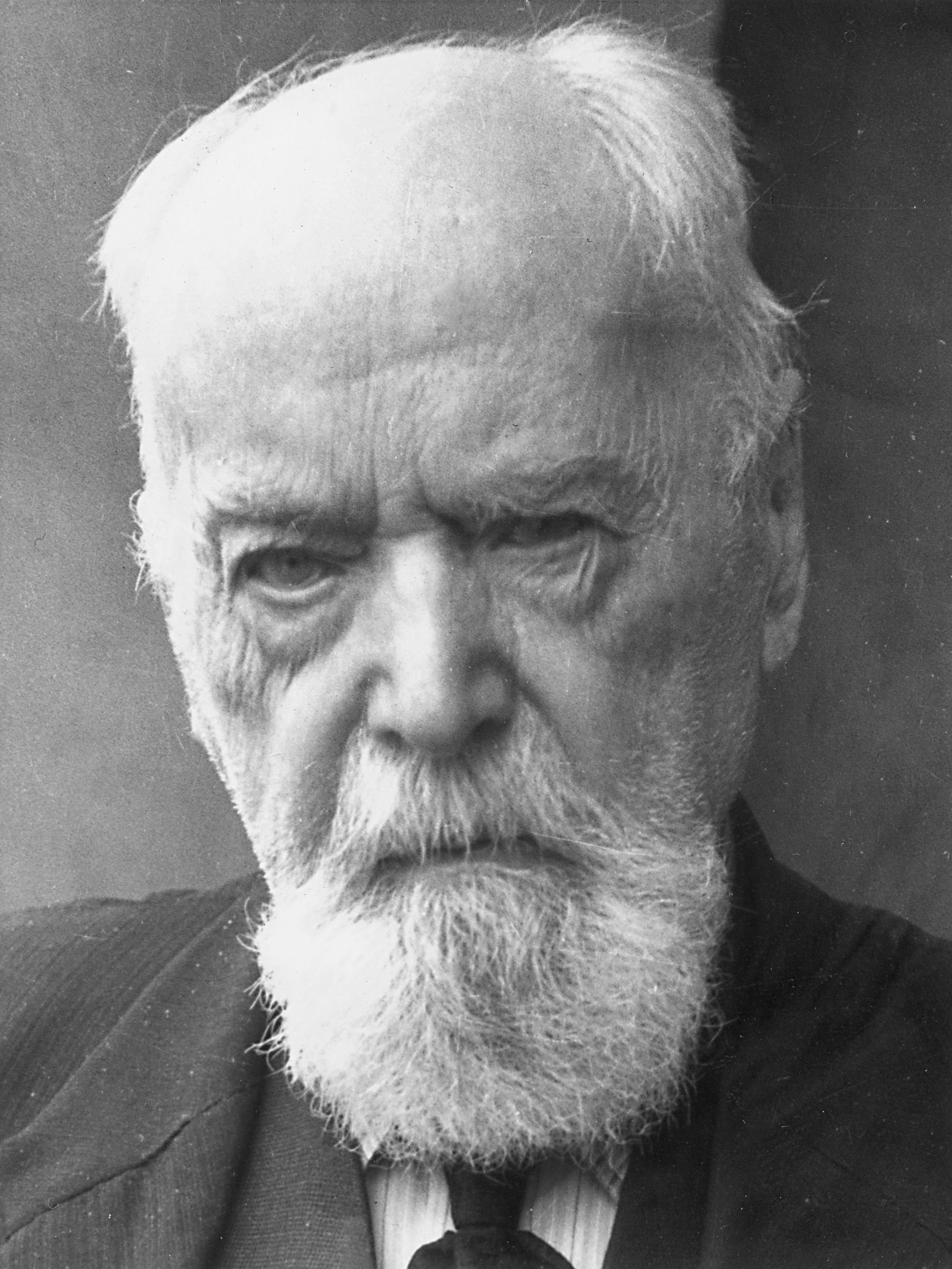
Josef Callenberg

Im Kreis Memel war das Trachom unter Schulkindern epidemieartig verbreitet. Einige Schulen mussten geschlossen werden. 1898 gab es noch 470 granulomatöse Kinder, 1913 waren es 15 Fälle. Schrecklicher war das Auftreten der Lepra. Im Königreich Preußen wurde 1848 der erste Leprakranke des Königreichs gemeldet. Eine Magd aus dem angrenzenden Samogitien hatte die Infektionskrankheit nach Aschpurwen gebracht und im Laufe von vier Jahren den Bauern, seine Frau und die drei Kinder infiziert. 1863 brachte ein jüdischer Händler die Lepra nach Bommelsvitte. Ein schameitischer Knecht schleppte sie 1880 nach Karkelbeck ein. Von Aschpurwen breitete sich die Lepra nach Wannaggen und anderen Dörfern und schließlich nach Schmelz aus. 36 Erkrankungen entstanden aus diesem Herd. Ein zweiter Herd bildete sich mit Zentrum Wittauten. Er hatte 15 Kranke im Gefolge. Die anderen Herde blieben kleiner. Als zwei Kinder in der Memeler Sandwehr erkrankten, wurde die medizinische Fachwelt aufmerksam. Auf dem Internationalen Congreß der Hautärzte von 1892 erstattete Eduard Arning eingehenden Bericht über das Vorkommen von Lepra im Kreis Memel. Größere Aufmerksamkeit erregte der Memeler Arzt Julius Pindikowski, der in der Deutschen Medizinischen Wochenschrift ein Verzeichnis der im Kreis Memel an der Lepra Verstorbenen und der dort lebenden Aussätzigen veröffentlichte. Wohl als erster hatte er daran gedacht, dass im Kreis Memel ein Leprosorium benötigt würde. Zum Studium der Epidemie bereiste Alfred Blaschko 1896 das infizierte Gebiet. Blaschko hielt den Kreis Grobin und überhaupt das Gouvernement Kurland und das Gouvernement Kowno für den Ausgangspunkt der Memeler Epidemie. Ihm folgte im September desselben Jahres Robert Koch, den der preußische Kultusminister entsandt hatte. Begleitet wurde Koch von Peter Urbanowicz, dem Königlichen Kreisphysikus in Memel. Koch sollte die Ausdehnung der Seuche feststellen und geeignete Mittel zu ihrer Abwehr angeben. Wie Koch kam die 1897 nach Berlin einberufene internationale Leprakonferenz „zu dem Schluß, daß das gründlichste und am schnellsten wirkende Mittel zur Unterdrückung des Uebels die unbedingte Absonderung der Leprakranken sei, und daß diese Isolierung nur durch ein unter ärztlicher Leitung stehendes Lepraheim erzielt werden könne“. Nach Plänen von Josef Callenberg gebaut, wurde es am 18. Juli 1899 in Gegenwart von Kultusminister Robert Bosse und Oberpräsident Wilhelm von Bismarck eingeweiht. Den Staat Preußen hatte es 97.500 Mark gekostet. Ein Bett kostete also 4.432 Mark. Bei der Einweihung wurden 15 Kranke aufgenommen. 1907 wurde ein Fall im Kreis Heydekrug gemeldet. Durch die strikte Isolierung verschwand die Krankheit aus dem Gebiet. In das Lepraheim wurden später Kranke aus ganz Deutschland gebracht. Zwei kamen aus Paris und Java. Beim Einfall der Russen zu Beginn des Ersten Weltkriegs wurde das Lepraheim geplündert. Als der Friedensvertrag von Versailles die Abtretung des Memellandes erzwang, blieb die Königsberger Diakonie für das Lepraheim verantwortlich. Die Pläne für den Bau eines neuen Lepraheims wurden aufgegeben, weil die Unterbringung der wenigen Kranken in Absonderungsabteilungen von Krankenhäusern als ausreichend und billiger angesehen wurde. 1942 kam das Lepraheim in den Besitz der Regierung in Gumbinnen.

### Gebäude

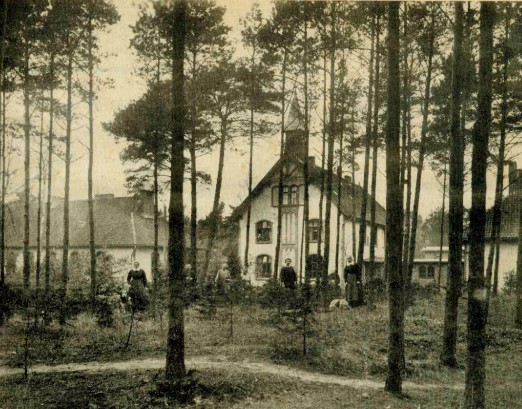
Lepraheim bei Memel

Grundriss

Das Lepraheim lag 2 km nördlich von Memel in einer Fichten- und Birkenschonung. Vom Kunstgewerbemuseum Berlin entworfen und von Otto March ausgeführt, zierte ein Sgraffito die Front des Verwaltungsgebäudes: Christus heilt einen Aussätzigen. Das Heim konnte 8 Männer und 8 Frauen, ab 1909 22 Kranke aufnehmen. Die Zahl der bis zum 30. September 1944 gemeldeten Fälle belief sich auf 42 Männer und 52 Frauen.

„Dicht bei Memel, aber doch tief in der Einsamkeit des Plantagenwaldes leuchtete zwischen hohen, dunklen Bäumen ganz überraschend ein weißer Giebel mit einer Turmuhr über dem Dach. Ging man näher heran, um mehr zu erspähen, so erblickte man ringsum nur einen hohen Bretterzaun. Aber hinter diesem geheimnisvollen Zaun befand sich ein traumhaft schönes Paradies: ein herrlicher Garten mit den lieblichsten Blumen. Und mitten in dieser Pracht, umrahmt von duftendem Flieder, stand ein helles, freundliches Haus. Es gab kaum ein schöneres und idyllischeres Plätzchen als dieses wie verzauberte Gebäude und seinen großen Blumengarten. Ringsum rauschte durch Zeit und Ewigkeit der Seewind in die Gipfel. Geheimnisvoll raunte die Ostsee über das Seetief hinweg bis zu diesem Platz. Und an stillen Sommerabenden schluchzten und jauchzten die Sprosser in die Nacht. Die große Gottesnatur ist barmherzig und wohlwollend – auch hier machte sie keinen Unterschied. Sie ist für alle da. Aber trotzdem lief uns ein kalter Schauer über den Rücken, wenn wir zufällig hier vorbei kamen: Dieses Paradies war nämlich das Memeler Lepraheim. Hier lebten Menschen, die lebendig begraben wurden, die die Welt abgeschrieben hatte. Sie wussten, dass sie mit der Außenwelt nichts mehr gemein hatten, dass jeder Fremde vor ihnen fliehen würde. Sie hatten keine Hoffnung mehr, ihre Heimatstadt, ihr Geburtsdorf, ihr Elternhaus wiederzusehen. Für sie gab es nur noch ein Drin, kein Draußen mit Wanderungen und Reisen, mit Meer und Bergen.“

### Pflege

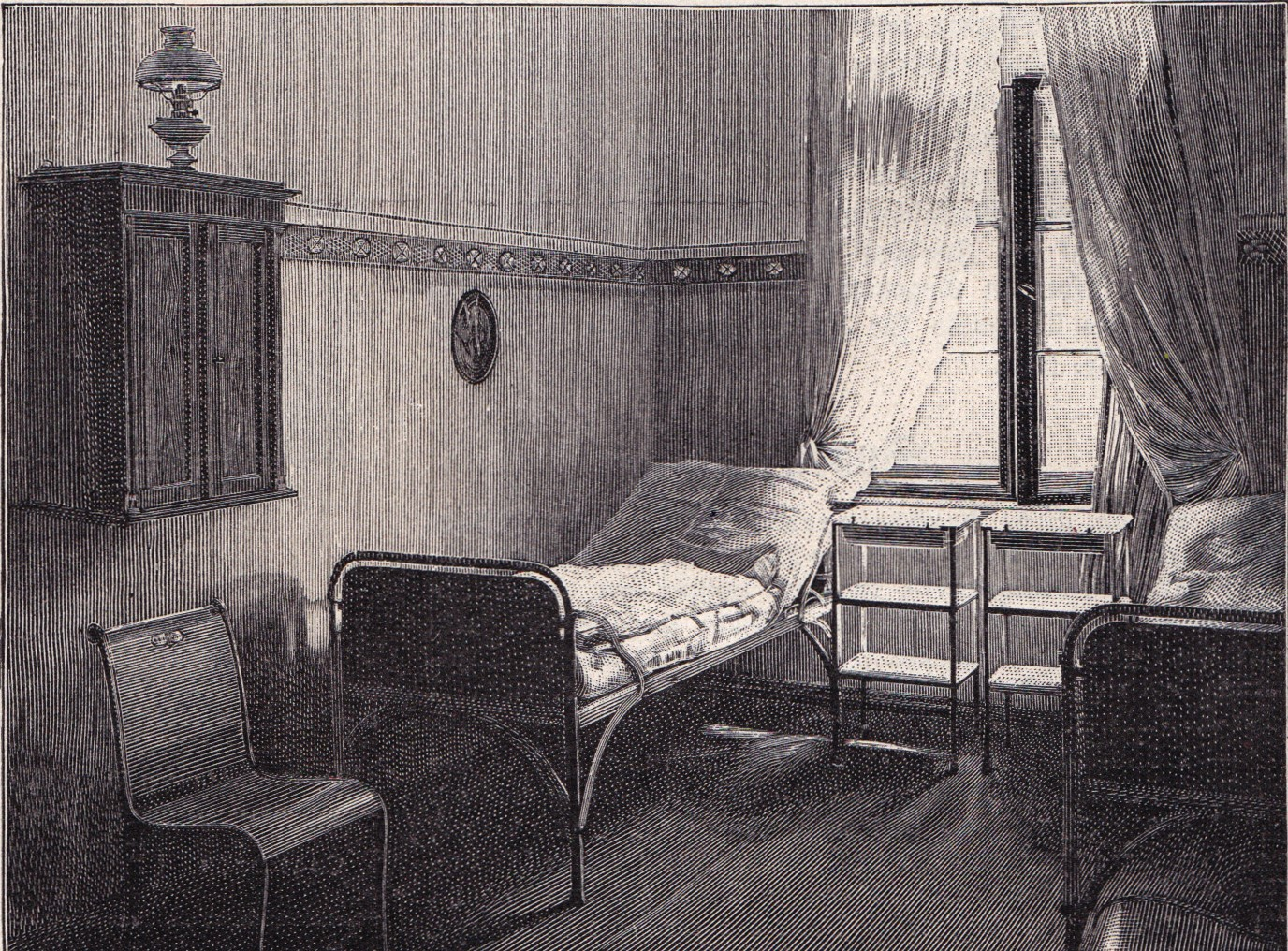
Krankenzimmer

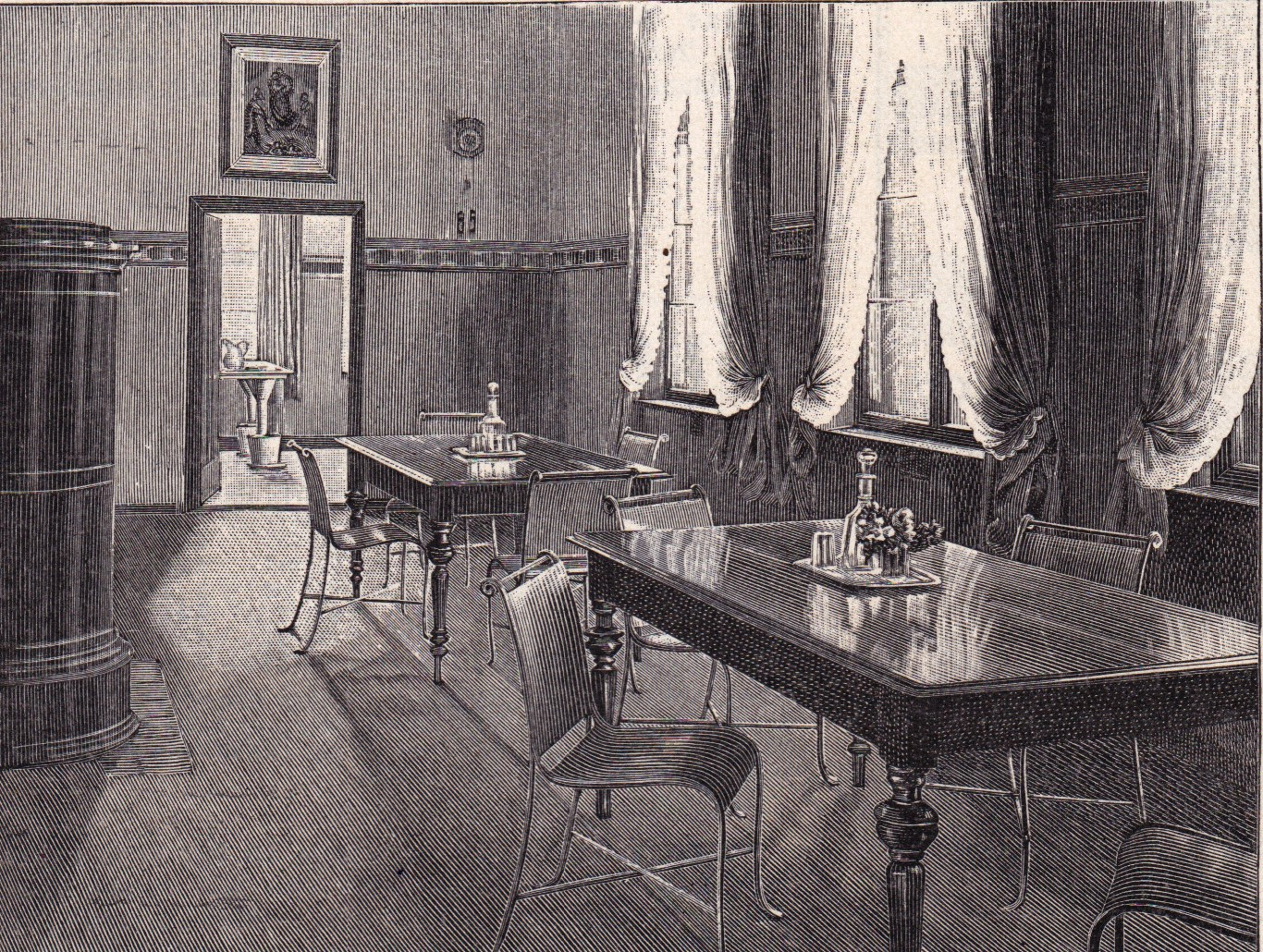
Aufenthaltsraum

Die ärztliche Leitung des Heimes und die Behandlung der Kranken war stets dem jeweiligen Kreisarzt (Amtsarzt) als Seuchenspezialisten übertragen. Das waren Urbanowicz und (wohl als letzter) Kurt Schneider. Das Arztzimmer war ausgestattet mit einem Lagerungsgestell für die Untersuchung der Kranken, chirurgischen Bestecken für Amputationen und einem Apparat zur Reinkultur der Leprabazillen. Die beiden Krankenschwestern kamen aus dem Königsberger Diakonissen-Mutterhaus der Barmherzigkeit. Der einen oblag auch die Leitung und Wirtschaftsführung des Heimes. An sonstigem Personal gab es eine Köchin, ein Hausmädchen und einen Hausmann. Ab August 1907 pflegte die Diakonisse Emilie Uszkoreit (* 8. Oktober 1873 in Stonupönen) die Kranken in Krieg und Frieden über 37 Jahre. Unter den Bewohnern waren auch solche, die sich in den Tropen infiziert hatten.

### Königsberg
Bei der Evakuierung Memels musste das Lepraheim im Oktober 1944 geräumt werden. Auf einem Prahm wurden die Kranken über drei Tage nach Königsberg überführt und der Obhut des Diakonissen-Krankenhauses der Barmherzigkeit übergeben. Als die Festung Königsberg am 9. April 1945 gefallen war, wurden die letzten elf Bewohner des Leprosoriums in das deutsche Seuchenkrankenhaus gebracht. Untergebracht war es in der ehemaligen Nervenklinik an der Alten Pillauer Landstraße. Sie wurden isoliert und von den Schwestern Eva und Käthe Leckschas aufopfernd betreut. Beide Diakonissen waren schon lange im Memeler Lepraheim tätig gewesen und mit den Kranken evakuiert worden. In den folgenden Monaten starben fast alle Erkrankten. Am Leben blieb nur Carl Grimmeisen (* 18. September 1886 in São Paulo (Bundesstaat)), der seine Kindheit in Brasilien verbracht und sich wohl in Ribeirão Preto infiziert hatte. Seit 1903 im Memeler Lepraheim, erblindete er mit 26 Jahren. Im Juni 1945 zog das Infektionskrankenhaus unter Wilhelm Starlingers Leitung in das Yorck-Lazarett. Nach ihrer Ausweisung aus Kaliningrad im April 1948 setzte sich Waltraud Keller für Carl Grimmeisen und die Schwestern Leckschas ein. Nach vielen Briefen an prominente Ärzte und wichtige Institutionen erreichte sie beim Auswärtigen Amt die Einreiseerlaubnis für Grimmeisen. Im Universitätskrankenhaus Hamburg-Eppendorf sollte er behandelt werden. Von Königsberg hatte man ihn in das Leprosorium in Talsen bei Riga gebracht. Die beiden Schwestern waren nach Deutschland evakuiert worden. Grimmeisen ging es den Umständen entsprechend gut. Sein sehnlichster Wunsch war, in die Heimat reisen und mit seinen (gesunden) Geschwistern sprechen zu können. Er starb am 28. April 1954 in Talsen.

„Ich bin 47 Jahre krank; aber wenn ich gefragt werde, ob ich dieses Leben noch einmal durchstehen möchte, dann kann ich nur antworten: ja, auch mit der Lepra.“

## Orte
1. ↑  Aschpurwen
2. ↑  Bommelsvitte
3. ↑  Karkelbeck
4. ↑  Wannaggen
5. ↑  Schmelz
6. ↑  Wittauten